# Vinodolia matjasici
Vinodolia matjasici е вид охлюв от семейство Hydrobiidae. Видът е критично застрашен от изчезване.

## Разпространение и местообитание
Разпространен е в Черна гора.
Обитава сладководни басейни и реки.